# Fulltofta kyrka
Fulltofta kyrka ligger i närheten av Fulltofta gård. Den tillhör Hörby församling i Lunds stift.
Kyrkan uppfördes på 1100-talet intill Fulltofta gård som vid den tiden var biskopssäte. Byggnadsmaterialet var gråsten och som hörnstenar användes huggen sandsten. Valven och kalkmålningarna tillkom under 1400-talet. Vapenhuset på södra sidan tillkom troligen på 1400-talet. Nuvarande kyrktorn tillkom 1809.
Dopfunten är av sandsten och härstammar från kyrkans äldsta tid. Över funten finns en baldakin från 1700-talet.

## Orgel
- 1874 byggde Carl August Johansson, Hovmantorp en orgel med 6 stämmor.
- 1907 byggde Eskil Lundén, Göteborg en orgel med 7 stämmor.
- Den nuvarande orgeln byggdes 1969 av Gebrüder Jehmlich, Dresden, DDR och är en mekanisk orgel.

| Huvudverk I   | Svällverk II      | Pedal         | Koppel |
| Rörflöjt 8'   | Gedackt 8´        | Subbas 16´    | I/P    |
| Principal 4'  | Koppelflöjt 4'    | Spetsflöjt 8' | II/P   |
| Valdflöjt 2'  | Principal 2'      |               | II/I   |
| Mixtur 3 chor | Kvinta 1 1/3'     |               |        |
|               | Tremulant         |               |        |
|               | Crescendosvällare |               |        |

## Takmålningar
I bildgalleriet visas takmålningarna, första bilden är tagen i koret och övriga bilder är tagna i turordning mot vapenhuset.

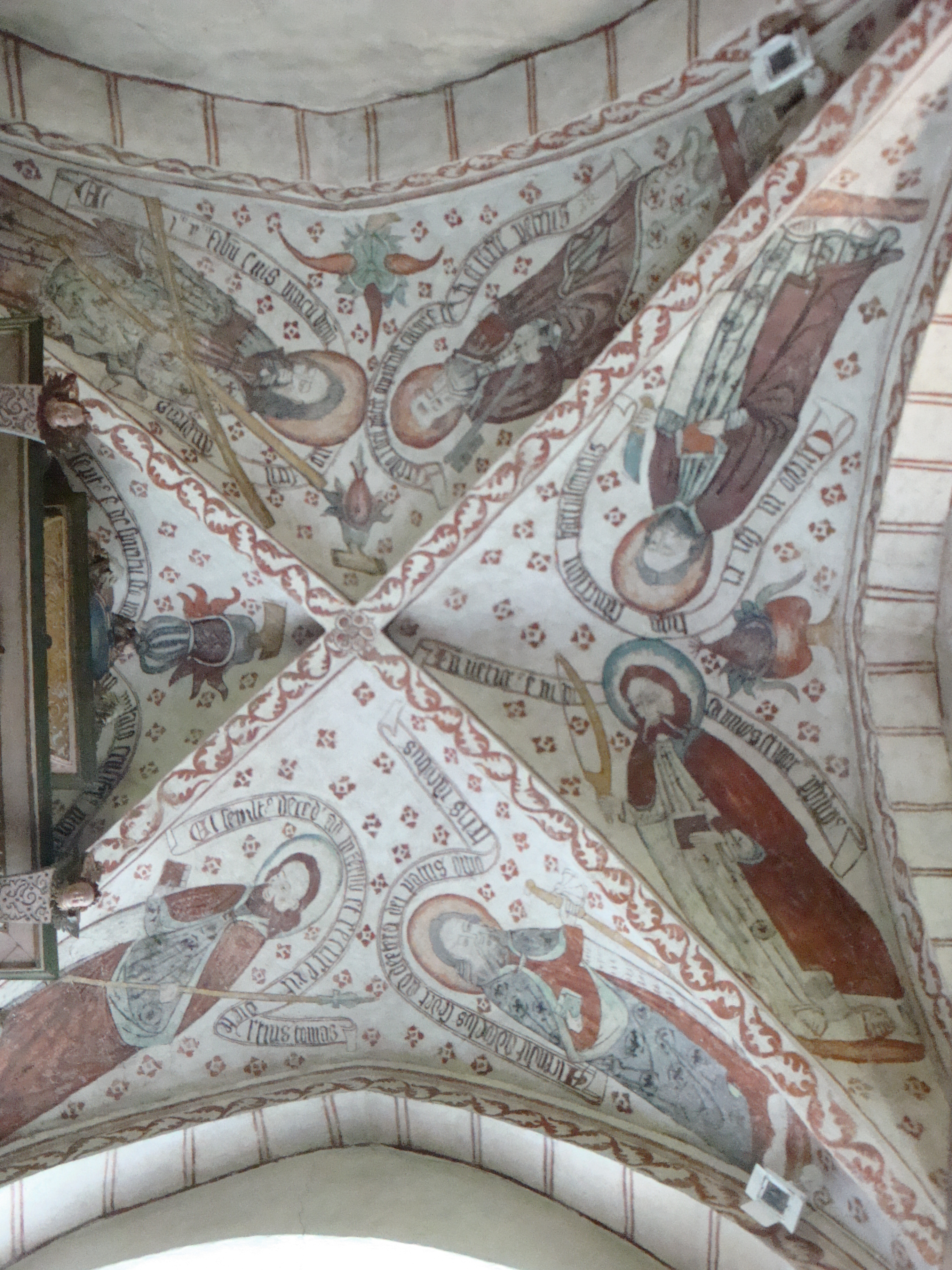
Koret
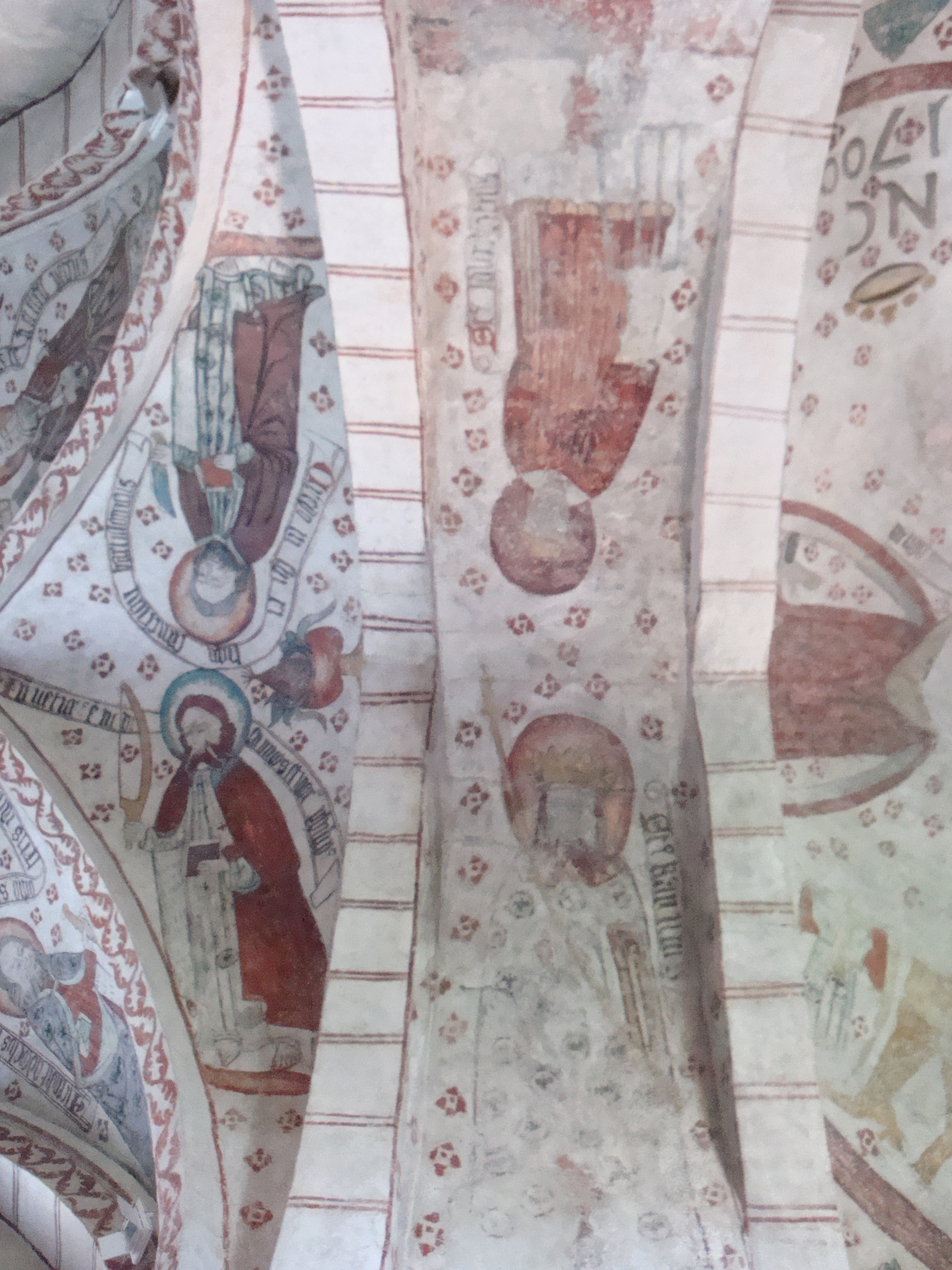
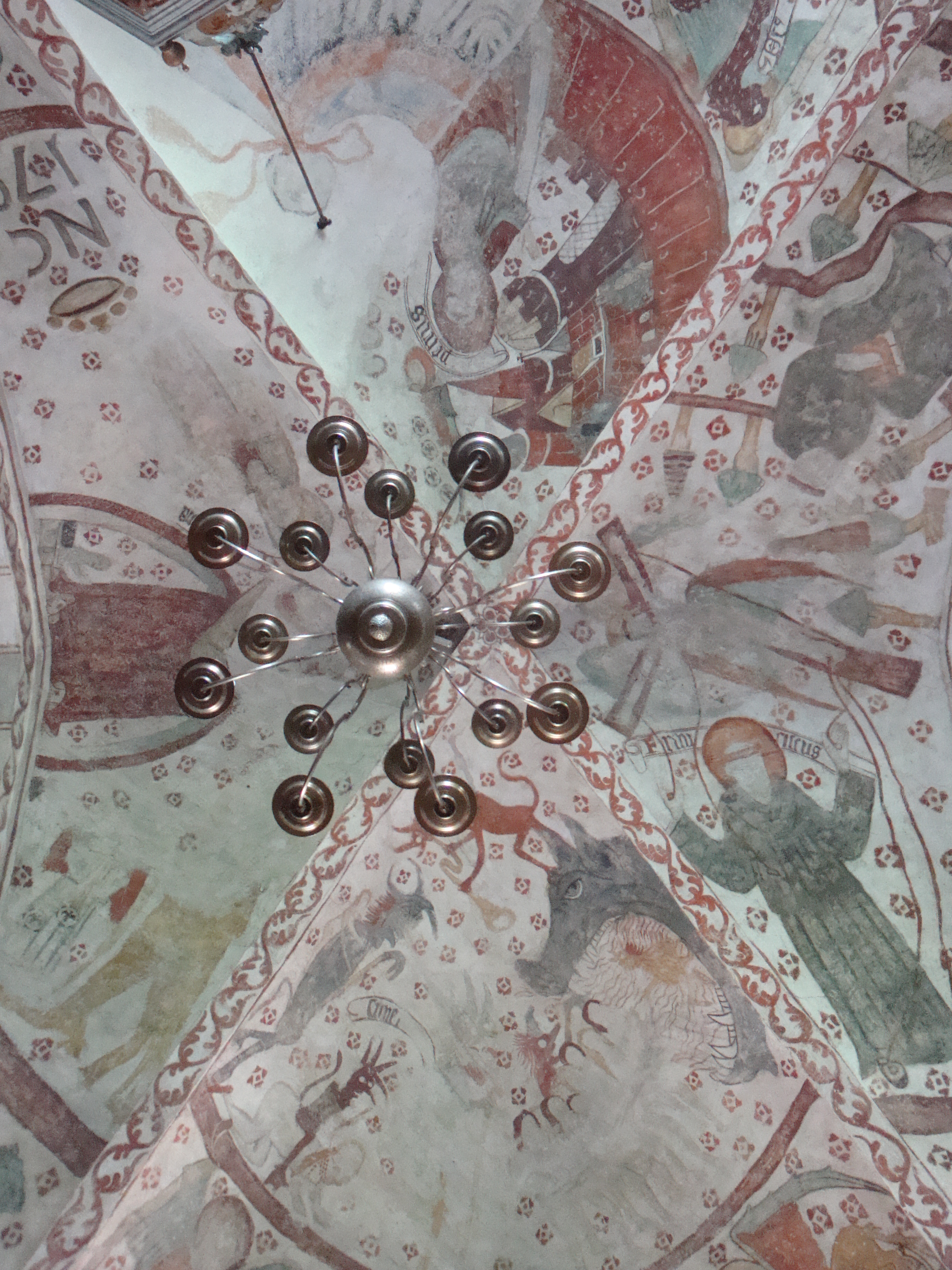
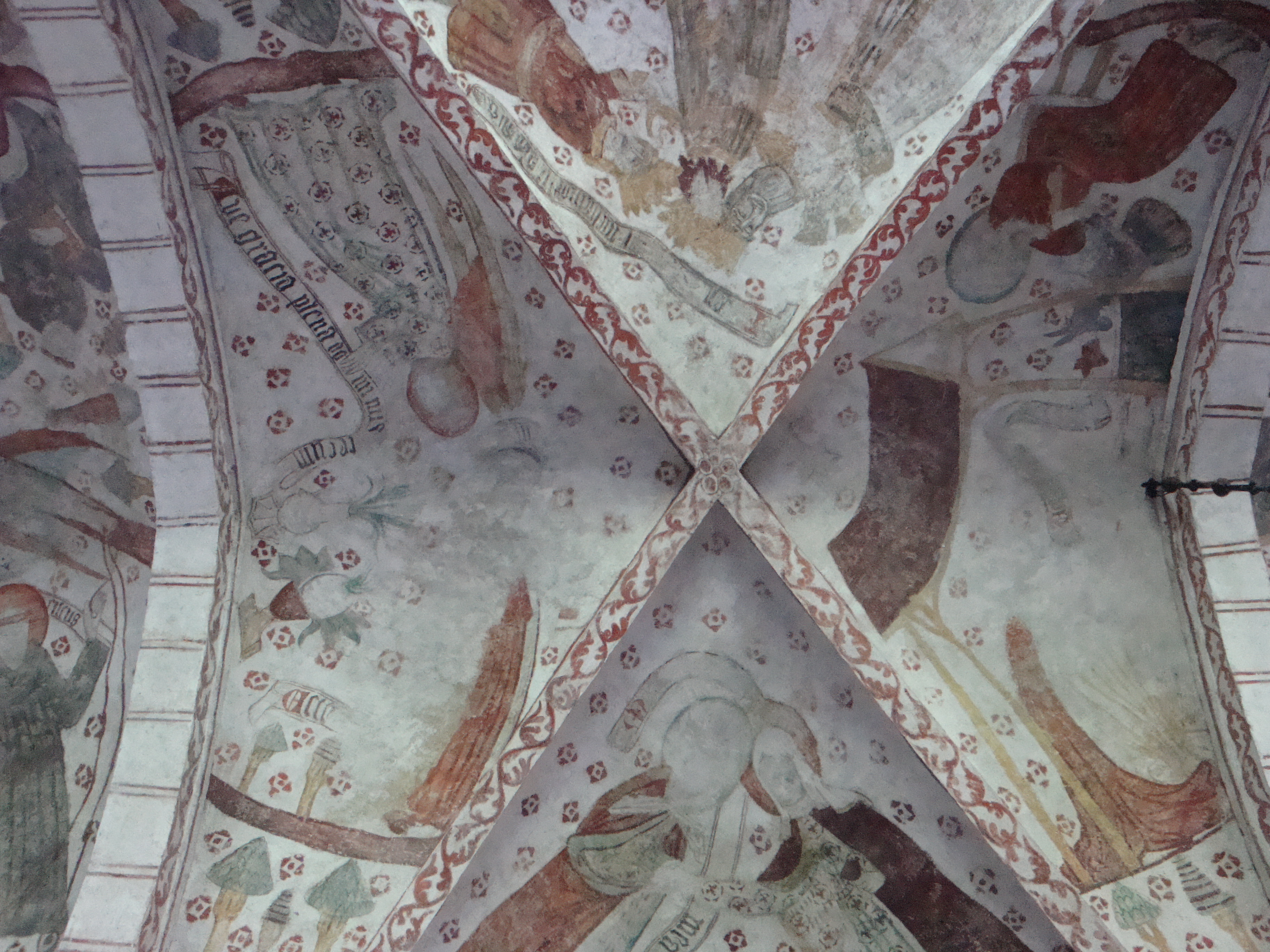
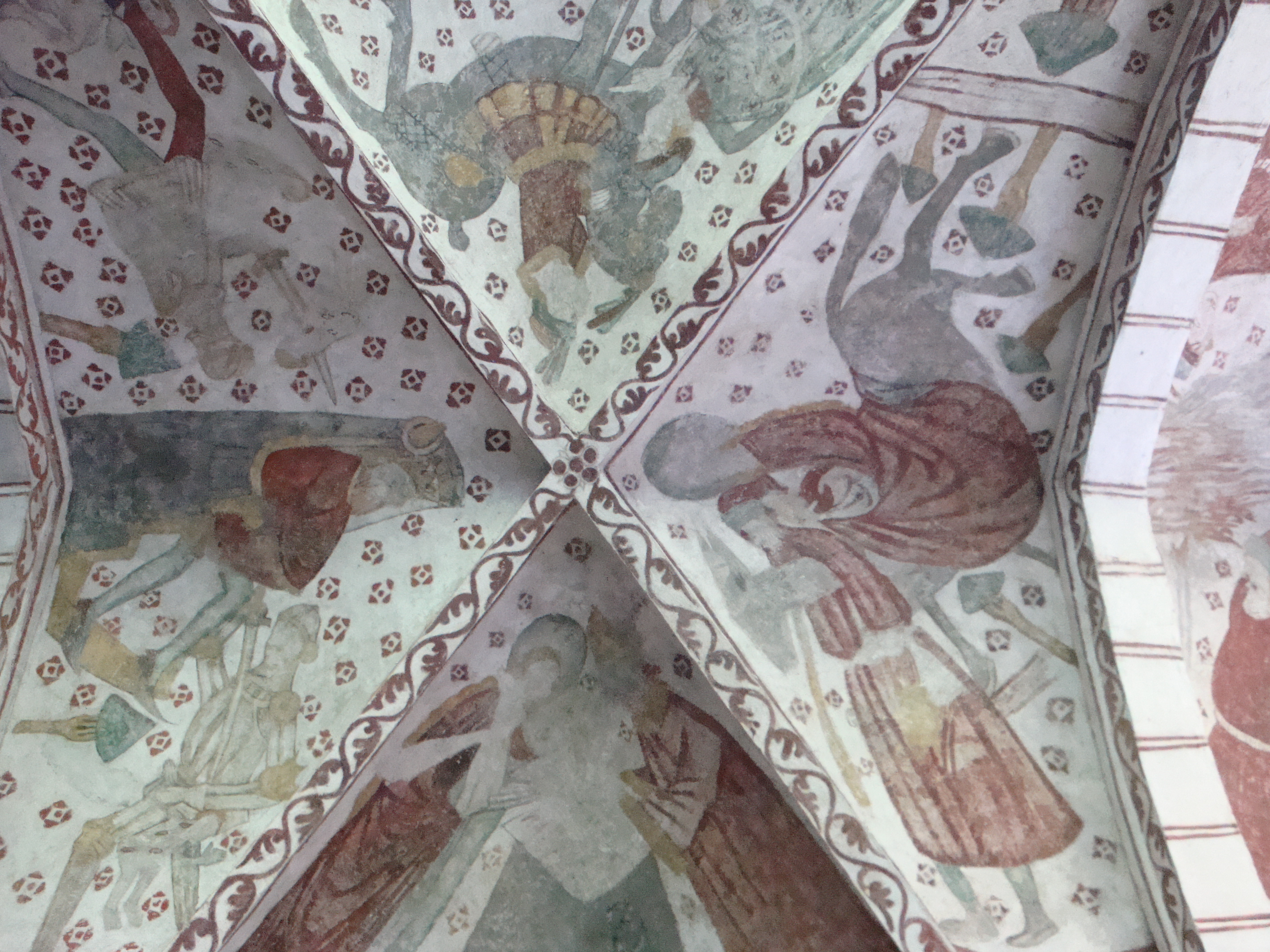
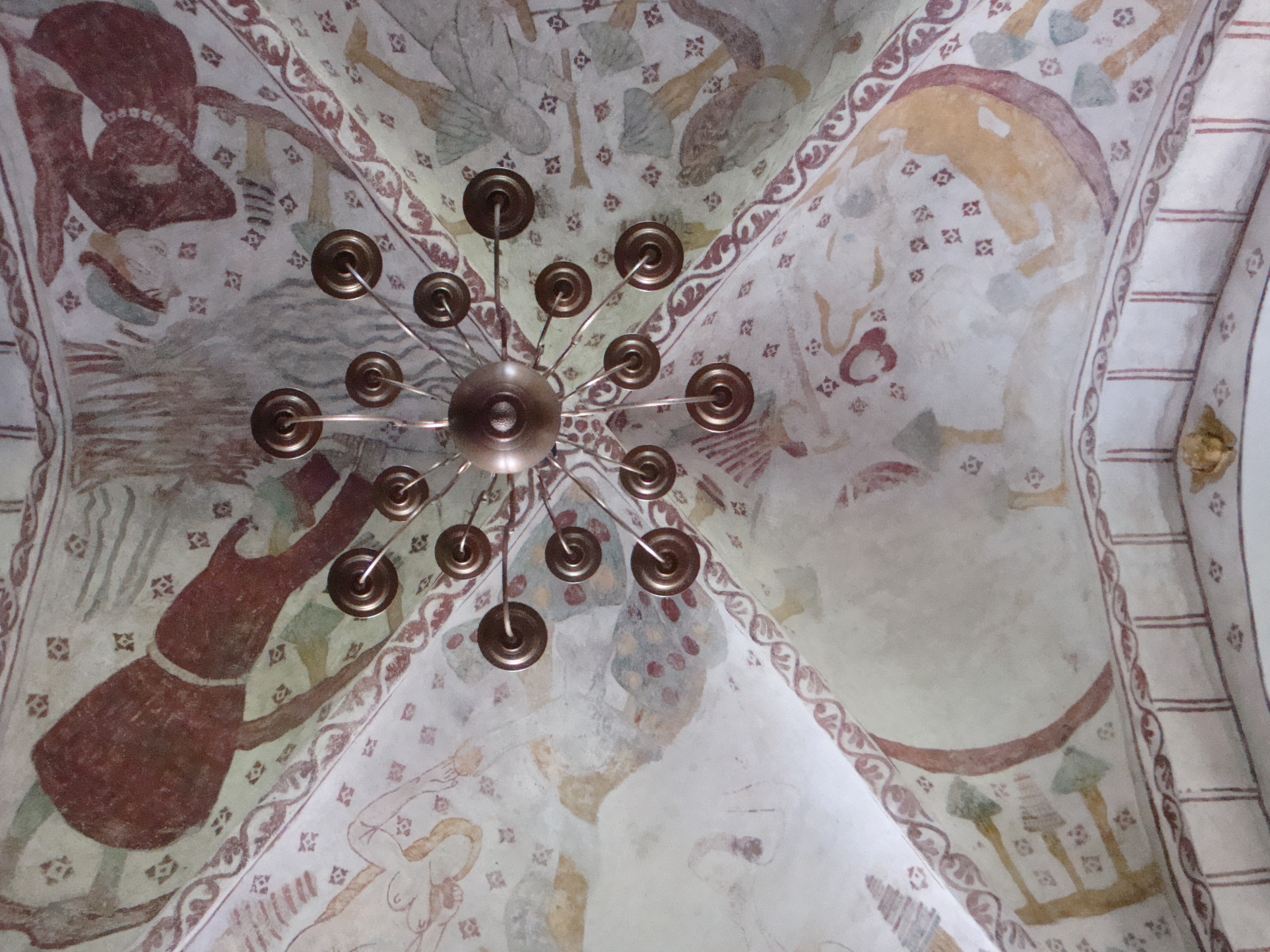